# لويس أوتشوا
لويس أوتشوا (بالإنجليزية: Lewis Ochoa)‏ (24 يونيو 1991 في المملكة المتحدة - ) هو لاعب كرة قدم بريطاني في مركز الوسط. لعب مع نادي برينتفورد وميدنهد يونايتد ‏ وBurnham F.C. ‏ وHendon F.C. ‏ وBrook House F.C. ‏ وBedfont Town F.C. ‏ وHanwell Town F.C. ‏.

## وصلات خارجية
- لويس أوتشوا على موقع قاعدة بيانات كرة القدم.إي يو (الإنجليزية)
- لويس أوتشوا على موقع Soccerbase.com (لاعب) (الإنجليزية)